# Ægir (lune)
Pour les articles homonymes, voir Ægir (homonymie).
Ægir (désignation temporaire S/2004 S 10) est l'une des lunes de Saturne. Sa découverte fut annoncée par Scott S. Sheppard, David Jewitt, Jan Kleyna, et Brian G. Marsden le 4 mai 2005, d'après des observations faites entre le 12 décembre 2004 et le 11 mars 2005.
Elle porte le nom d'Ægir, géant de la mythologie nordique qui représente la mer pacifique, celui qui calme la tempête.